# Comté de Hardin (Iowa)
Pour les articles homonymes, voir Comté de Hardin.
Le comté de Hardin est l'un des comtés de l'Iowa. Le chef-lieu du comté se situe à Eldora. Le comté a été fondé en 1851.

## Comtés adjacents
- comté de Franklin au nord
- comté de Butler au nord-est,
- comté de Grundy à l'est,
- comté de Marshall au sud-est,
- comté de Story au sud-ouest,
- comté de Hamilton à l'ouest,

## Municipalités du comté

### Villes (Cities) et petites villes (towns
| - Ackley, - Alden, - Buckeye, | - Eldora, - Hubbard, - Iowa Falls, | - New Providence, - Owasa, - Radcliffe, | - Steamboat Rock, - Union, - Whitten, |

### Communautés non incorporées
- Cleves
- Garden City
- Gifford